# Windstruck
Windstruck (en hangul, 내 여자친구를 소개합니다; romanización revisada, Nae yeojachingureul sogae hamnida; literalmente, «Permíteme presentarte a mi novia») es una película surcoreana de comedia romántica y fantasía dirigida por Kwak Jae-Yong. La película fue un gran éxito, alcanzando la posición número 8 de recaudaciones en Corea, durante el 2004.

## Historia
Inicia con la oficial Kyung-jin Yeo (Jun Ji Hyun), una joven que trabaja en el departamento de policía en Seúl. Un día, persiguiendo a un ladrón, accidentalmente captura a Myung Woo (Jang Hyuk), un profesor de física que trataba de capturar al delincuente.
Así surge el amor, narrado desde el punto de vista de Myung Woo, a través de los eventos que ocurren entre ambos. Esto llega a un punto en que Myung planea un viaje y durante su estancia, le dice a Kyung que cuando el muera, le gustaría regresar a la tierra en forma de viento. Poco después Myung casi muere en un accidente, pero Kyung lo salva.
Es cuando la película se torna más fantasiosa. Myung muere al recibir un disparo cuando Kyung persigue a un criminal (la situación se torna compleja pues ella piensa que fue su culpa). Por esta razón, cae en una fuerte depresión e intenta suicidarse en diversas ocasiones.
Poco después comienza a tener experiencias con Myung, quien se aparece como viento, enviándole mensajes e incluso apareciendo en uno de sus sueños para decirle que ella tiene que vivir (poco después de ser herida por un criminal).
Al final, Kyung se comunica con Myung, antes de que este parta hacia su vida espiritual, dejándole claro que ella encontrara a otra persona como él, cuando sea el momento indicado.

## Reparto
- Jun Ji Hyun como la oficial Yeo Kyung Jin.
- Jang Hyuk como Go Myung Woo.
- Kim Jung-tae como Kim Yeong-ho.
- Kim Su-ro como el secuestrador.
- Lee Ki Woo como el príncipe.
- Im Ye Jin como la agente policial
- Kim Chang Wan como el jefe de la subestación de policía.
- Jung Ho Bin como el criminal Shin Chang Soo.
- Jung Dae Hoon como niño fuera de control 1.
- Jeon Jae Hyung como niño fuera de control 2.
- Oh Jung Se como oficial Jo/Príncipe 2.
- Jeon Sung Ae como policía adjunto.
- Kim So Yeon como estudiante.
- Woo Ki Hong como un gángster.
- Son Young Soon como una señora.
- Kim Kwang-kyu como policía encubuerto/príncipe 3.
- Lee Sang Hoon como el Detective Min.
- Seo Dong Won como Moon Ho.
- Kim Jin Soo como Estudiante de secundaria.
- Min Young como rehén.
- Lee Jung Hoon como doctor.
- Kim Jong Min
- Cha Tae-hyun (cameo).

## Banda sonora
1. Jae hwe eh theme [Reunion Theme]
2. Knockin' On Heaven's Door (Orchestra Version)
3. Myungwoo eh soo nan [The Passion of Myungwoo]
4. Ot ba ggwuh ib gi [Changing Clothes](Stay Pizzicato Ver.)
5. Il ha ja [Let's Begin!](Le Piccadilly) - Erik Satie
6. Cafe eh suh [At the Cafe]
7. Stay - Maurice Williams & Zodiacs
8. Off road [The Road Trip](Stay String Version)
9. Da sut bun jjae chung hon ja [The Fifth Suitor]
10. Sae ggi son ga rak eh jun sul [Legend of Joining Pinkies]
11. Gang mool sok eu ro [Into The River]
12. Guh gi uh di ya? [Where are you?]
13. BK Love - MC Sniper
14. Tears - X JAPAN
15. Ad balloon-geu eh son [An Ad-balloon-His Hand]
16. Jong ee bi haeng gi [Paperplane]
17. Jae hwe eh theme [Reunion Theme](Fast Version)